# Cortes (Madrid)
Cortes és un dels 6 barris que formen el districte Centro de Madrid. El seu nom es deu al fet que dins els seus límits s'hi troba el Congrés dels Diputats, cambra baixa de les Corts Generals. Limita al nord amb el barri de Justicia, al sud amb Embajadores i a l'oest amb Sol tots del districte Centro, i a l'est amb el districte de Retiro. El barri està delimitat pel Passeig del Prado, el carrer Atocha, el carrer d'Alcalá, el carrer Montera i el carrer de las Carretas 